# Liste der Monuments historiques in Norroy-le-Sec
Die Liste der Monuments historiques in Norroy-le-Sec führt die Monuments historiques in der französischen Gemeinde Norroy-le-Sec auf.

## Liste der Objekte
| Bezeichnung               | Beschreibung                                                                      | Standort                       | Kennzeichnung | Schutzstatus | Datum | Bild |
| ------------------------- | --------------------------------------------------------------------------------- | ------------------------------ | ------------- | ------------ | ----- | ---- |
| Skulptur Madonna mit Kind | Stein, farbig gefasst, 16. Jahrhundert                                            | in der Kirche St-Martin (Lage) | PM54000698    | Classé       | 1961  |      |
| Kreuzigungsgruppe         | Holz, farbig gefasst, Anfang des 18. Jahrhunderts                                 | in der Kirche St-Martin (Lage) | PM54000700    | Classé       | 1961  |      |
| Hauptaltar                | Altartisch, Tabernakel und Baldachin; Holz, farbig gefasst und vergoldet, um 1740 | in der Kirche St-Martin (Lage) | PM54000699    | Classé       | 1961  |      |